# Градиниле (Олт)
Градиниле (рум. Grădinile) насеље је у Румунији у округу Олт у општини Градиниле. Oпштина се налази на надморској висини од 96 m.

## Становништво
Према подацима из 2002. године у насељу је живело 539 становника, од којих су сви румунске националности.